# Ardenno
Ardenno (lombardul: Ardenn) település Olaszországban, Sondrio megyében. Lakosainak száma 3214 fő (2023. január 1.). Ardenno Buglio in Monte, Civo, Forcola, Dazio, Talamona, Val Masino és Berbenno di Valtellina községekkel határos.

## Népesség
A település népességének változása:
| Lakosok száma | 3255 | 3270 | 3214 |
|               | 2017 | 2018 | 2023 |